# Coles (parroquia)
Coles (llamada oficialmente San Xoán de Coles) es una parroquia del municipio español de Coles, en la provincia de Orense, Galicia.

## Toponimia
La parroquia también es conocida por el nombre de San Juan de Coles.

## Organización territorial
La parroquia está formada por siete entidades de población:

### Entidad de población
Entidad de población que forma parte de la parroquia:
- A Madanela[6]
- Lavandeira
- Meriz
- Paradela
- Pol
- Soutullo de Abaixo

### Despoblado
Despoblado que forma parte de la parroquia:
- Seoane

## Demografía
| Gráfica de evolución demográfica de Coles entre 2000 y 2022 |
|                                                             |
| Datos según el nomenclátor publicado por el INE.            |